# Rostacsont

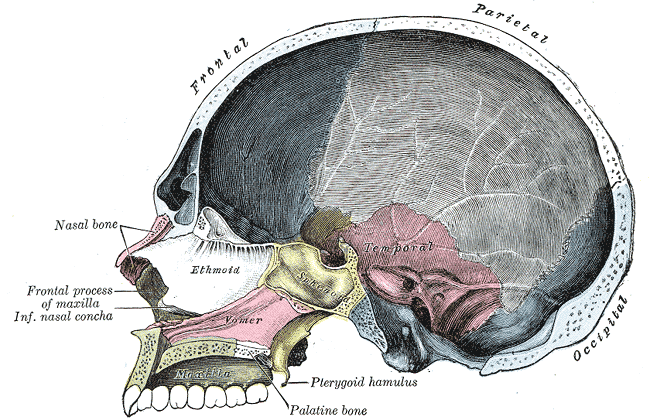
Rostacsont (fehér)

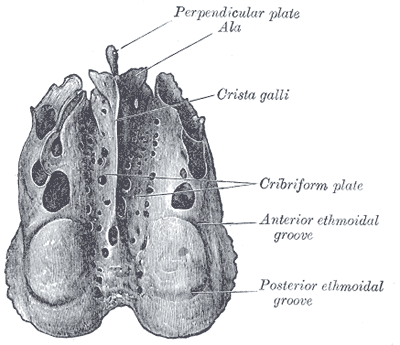
Rostacsont felülről

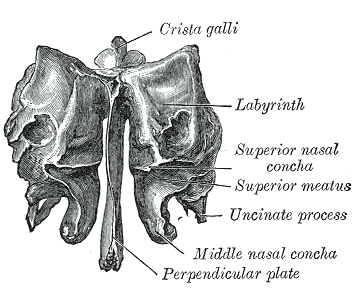
Rostacsont hátulról

A rostacsont (os ethmoidale) (görög ethmos, „szita”) az arckoponya (cranium viscerale) egyik csontja. Az orrüreget és az agyat választja el egymástól. Az orr felső részén helyezkedik el a két szemüreg között. Szivacsos felépítése miatt könnyű csont.

## Részei
A rostacsont négy részből áll:
- A közepén helyezkedik el a függőleges állású lamina perpendicularis, amely a csontos orrsövény (septum nasi) felső részét képezi. A vízszintes lemezen (lamina cribrosa) túlterjedve benyomul a koponyaüregbe (crista galli).
- A vékony lamina orbitalis választja el a szem- és az orrüreget egymástól. Ezt néha papírlemeznek (lamina papyracea) is nevezik.
- A két oldali (rostacsont labirintus) (labyrinthus ethmoidalis) által határolt tereket rostasejtrendszernek is nevezik (cellulae ethmoidales). Ezek légtartalmú, nyálkahártyával bélelt üregek.
- A vízszintes lemez lamina cribrosa (rostalemez, likacsain szaglóidegszálak lépnek be a koponyába)